# Herman Vanderpoorten
Herman Frans Geeraard Vanderpoorten (ur. 25 sierpnia 1922 w Lier, zm. 3 września 1984 tamże) – belgijski polityk, prawnik i samorządowiec, wieloletni senator, parlamentarzysta krajowy i europejski, trzykrotny minister oraz wicepremier.

## Życiorys
Syn polityka i dwukrotnego ministra Arthura Vanderpoortena (1884–1945; zmarł w obozie koncentracyjnym) oraz Jeanne Tijs. W 1945 ukończył studia prawnicze na Uniwersytecie Gandawskim, uzyskując stopień doktora. Praktykował jako adwokat w Brukseli i Mechelen, był również zastępcą sędziego pokoju w Lier. Od 1959 do 1961 pracował w ministerstwie robót publicznych.
Wstąpił do Partii Liberalnej, przekształconej w Partię na rzecz Wolności i Postępu. Działał także w ruchu flamandzkich liberałów Liberaal Vlaams Verbond (kierował nim w latach 1958–1966 i 1969–1973), angażując się na rzecz autonomii dla Flamandów. Od 1949 do 1958 był radnym prowincji Antwerpia, a od 1959 do śmierci radnym Lier (w tym od 1983 do 1984 burmistrzem). W latach 1961–1965 poseł do Izby Reprezentantów (Belgia), a następnie do śmierci senator. Od 1971 do 1984 zasiadał w radzie kulturowej Regionu Flamandzkiego (od 1980 pod nazwą Rada Flamandzka), zaś w latach 1979–1980 pozostawał eurodeputowanym. Zajmował stanowiska ministerialne: od marca 1966 do czerwca 1968 ministra spraw wewnętrznych, od stycznia 1973 do czerwca 1977 ministra sprawiedliwości, a od maja do października 1980 ministra sprawiedliwości i reformy instytucjonalnej oraz wicepremiera. W 1983 otrzymał honorowy tytuł ministra stanu i z urzędu wszedł w skład Rady Korony. Zmarł w kolejnym roku.

## Życie prywatne
Ojciec polityk Marleen Vanderpoorten (przewodniczącej flamandzkiego parlamentu), wuj ministra i wicepremiera Patricka Dewaela.

## Odznaczenia i wyróżnienia
Odznaczony m.in. Orderem Leopolda (1971), Orderem Leopolda II (1978) i Orderem Korony (1981). W 1988 ustanowiono nagrodę jego imienia przyznawaną co 3 lata przez Liberaal Vlaams Verbond. Jego imieniem nazwano stadion drużyny Lierse SK.